# Clarence Hadfield D'Arcy
Clarence Hadfield D'Arcy (Awaroa Inlet, 1º dicembre 1889 – Auckland, 15 settembre 1964) è stato un canottiere neozelandese.

## Palmarès

### Olimpiadi
- Bronzo a Anversa 1920 nel singolo maschile.